# 艾法度·摩拉利斯
艾法度·摩拉利斯（Alfredo Morales，1990年5月12日—）是一名在德國柏林出生的美籍秘魯裔職業足球員，司職中場，亦會偶爾客串擔任後衛，現時效力美職球會紐約城。

## 足球生涯

### 球會
2008年11月，摩拉利斯在德國地區聯賽首次代表哈化柏林二隊上陣。2010年，他獲提升至職業隊，並首次獲安排加入球會的夏季訓練營，但他並未入選球員名單之列。由於（Fanol Perdedaj）及拉斐尔接連受傷，他在2010年12月5日對1860慕尼黑的賽事中首次亮相一隊賽，但在該場球隊以0:1落敗。
2013年5月17日，他加盟德乙的另一支球會恩高斯達特，簽約兩年。在躋身球隊的正選位置之時，他卻在2013年7月19日對奧厄的聯賽揭幕戰中在80分鐘領紅牌。不過，他在停賽復出後續獲球隊信任，成為球隊的必然正選，2013/14球季只曾缺席兩場聯賽。2014年4月11日主場對柏達邦的聯賽為球隊先開紀錄，這個入球是摩拉利斯的為新東家取得的首個入球，但球隊最終卻以1:2不敵對手。
2014/15球季，恩高斯達特表現脫胎換骨，在聯賽由頭帶落尾的姿態下，升班及奪得聯賽冠軍的機會高唱入雲。摩拉利斯在這支冠軍隊中亦擔任重要角色，全季他只缺陣一場賽事，在2014年8月2日作客1:1戰和聖保利的賽事，他為球隊先開紀錄。而在2015年3月6日作客對奧厄的賽事中各為球隊建功，助球隊3:0擊敗對手，這場勝仗亦終結了球隊的三戰不勝窘境，亦延續球隊在德乙聯賽的領先優勢。

### 國家隊
由於來自秘魯的父親成為美國公民、並於美軍服役，摩拉利斯合資格代表美國國家隊。在2011年11月的歐洲友誼賽中，摩拉利斯首度入選美國隊名單。摩拉利斯在2011年1月29日首次為美國國家隊上陣，在對加拿大的國際友誼賽中在75分鐘後備上陣落場。
由於摩拉利斯的父親來自秘魯欽博特，因此他本來亦有資格代表秘魯國家隊的。而秘魯國家隊主教練沙治奧·馬卡連（Sergio Markarian （页面存档备份，存于））亦曾表示有興趣徵召這位在德國出生的球員。

## 外部連結
- fussballdaten.de：Alfredo Morales之統計數據 （德文）
- Morales 摩拉利斯資料及數據 於worldfootball.net